# Koji Yoshinari
Koji Yoshinari (Tokushima, 19 mei 1974) is een voormalig Japans voetballer.

## Carrière
Koji Yoshinari speelde tussen 1997 en 2003 voor Gamba Osaka en Otsuka Pharmaceutical.

## Statistieken
| Japan   | Japan                 | Japan           | League | League | Emperor's Cup | Emperor's Cup | J-League Cup | J-League Cup | Totaal | Totaal |
| Seizoen | Club                  | League          | Wed.   | Goals  | Wed.          | Goals         | Wed.         | Goals        | Wed.   | Goals  |
| ------- | --------------------- | --------------- | ------ | ------ | ------------- | ------------- | ------------ | ------------ | ------ | ------ |
| 1997    | Gamba Osaka           | J. League 1     | 1      | 0      | 0             | 0             | 0            | 0            | 1      | 0      |
| 1998    | Otsuka Pharmaceutical | Football League | 28     | 3      | 3             | 0             | -            | -            | 31     | 3      |
| 1999    | Otsuka Pharmaceutical | Football League | 12     | 0      | 2             | 0             | -            | -            | 14     | 0      |
| 2000    | Otsuka Pharmaceutical | Football League | 20     | 1      | 3             | 1             | -            | -            | 23     | 2      |
| 2001    | Otsuka Pharmaceutical | Football League | 26     | 1      | 2             | 0             | -            | -            | 28     | 1      |
| 2002    | Otsuka Pharmaceutical | Football League | 15     | 2      | 3             | 0             | -            | -            | 18     | 2      |
| 2003    | Otsuka Pharmaceutical | Football League | 29     | 7      | 2             | 1             | -            | -            | 31     | 8      |
| Totaal  | Totaal                | Totaal          | 131    | 14     | 15            | 2             | 0            | 0            | 146    | 16     |